# Краварево
Краварево (серб. Краварево / Kravarevo) — село в общине Гацко Республики Сербской Боснии и Герцеговины. Население составляет 53 человек по переписи 2013 года.